# Jean Delespine (poète)
Pour les articles homonymes, voir Jean Delespine et Delespine.
Jean Delespine, ou Jean de L'Espine du Pont-Allais est un poète comique parisien de la Renaissance.

## Biographie
La vie de Jean Delespine est mal connue.
Auteur de nombreuses farces, il est élevé à la première dignité de Prince des sots des Enfants-sans-Souci à Paris, alors que Pierre Gringore en est Mère Sotte. Conduit en prison en raison de la vivacité de ses satires contre la cour, il parvient à s'en évader.
Il signe ses œuvres du surnom de Songecreux. Une partie de sa production a été faussement attribuée à Pierre Gringore.
Son œuvre est à la fois satirique et morale. Il indique son dessein au frontispice de son recueil :
Pour éviter les abus de ce monde,
De Songecreux lisez les contredits
Et retenez dessous pensée monde,
Ceux de présent et ceux de temps jadis;
En ce faisant, par notables édits,
Pourrez débattre et le pro et contra,
Et soutenir allègrement bons dits,
Ce que par eux en voie rencontra.

## Œuvres
- Contredits de Songecreux
- De l'état de la cour
- La Prenostication de maistre Albert Songecreux, bisscain